# Cairos døtre
Cairos døtre er en dokumentarfilm fra 1993 instrueret af Charlotte Wilhelmsen efter eget manuskript.

## Handling
Registrerende afsøger filmen bevægelsesmønstre i Cairo: indenfor familien, i dansen, i skriften, i ornamentikken og på gaden. De fragmentariske billedforløb danner en kropslig puls, som løber igennem fire afsnit: familien, renselse, dans og bryllup. Filmen trænger sig ind i familiers lukkede kerne, viser en sanselighed og en fortrolighed med kroppen, som virker ligeså fremmedartet som kønsadskillelse i det offentlige liv. Mavedansen er et centralt eksempel på denne eksotiske selvudfoldelse, som finder sted skjult for fremmede blikke. Der benyttes citater fra Koranen, »Den duftende Have« og arabiske ordsprog, der tilsammen peger på de poler, som hverdagslivet i Cairo er spændt ud imellem.